# Робин Гуд и заново родившийся
Робин Гуд и заново родившийся (англ. Robin Hood newly Revived, Child 128, Roud 3956) — народная баллада английского происхождения, входящая в корпус историй, повествующих о Робин Гуде. Под этим названиям появляется в бродсайдах и сборниках XVII века. Джозеф Ритсон в своём собрании отождествляет её с названием Робин Гуд и незнакомец (англ. Robin Hood and the Stranger), под которым была известна мелодия без слов. Однако такое название одновременно подходит целому ряду других баллад, тогда как изначальное не имеет ничего общего с содержанием. По этим причинам Найт и Олгрен в своём издании помещают эту балладу под названием Робин Гуд и Уилл Скарлет (англ. Robin Hood and Will Scarlet), так как она рассказывает о вступлении в шайку небезызвестного соратника Робин Гуда.

## Сюжет
Робин Гуд отправляется в лес на охоту. Найдя стадо оленей, он встречает незнакомца, который с расстояния в 40 ярдов поражает зверя стрелой. Робин заявляет, что это отличный выстрел, и из юноши выйдет отличный йомен. Однако тот советует разбойнику убираться прочь, угрожая взбучкой. Когда Робин намекает, что может вызвать подмогу, юнец парирует, что охотничий рог быстро смолкает от удара меча. Они хватаются за луки, но затем из-за опасения, что так кто-то из них может легко погибнуть, берут мечи и баклеры. После обмена ударами вся голова Робина в крови, и он просит пощады, предлагая незнакомцу назвать себя. Тот ответствует, что родился и вырос в Максфилде и зовётся Молодым Гамвеллом. За убийство стюарда своего отца он объявлен вне закона и ищет в этом лесу брата своей сестры, Робин Гуда. Вскоре после счастливого воссоединения предводитель разбойников с племянником встречают Маленького Джона. На его расспросы Робин рассказывает о своём поражении, но удерживает Джона от конфликта, говоря, что теперь его родич будет носить имя Скарлет (юноша носит алые чулки) и считаться третьим по старшинству в их братстве. Текст баллады завершается намёком на продолжение; в изначальных публикациях после неё шла баллада «Робин Гуд и принц Арагона» (англ. Robin Hood and the Prince of Aragon, Child 129).

## Связь с другими произведениями
Мотив встречи с недружелюбно настроенным незнакомцем является обычным для многих баллад о Робине (таковы, например, «Робин Гуд и нищий», Сhild 133, «Робин Гуд и лудильщик», Child 127). Фрэнсис Джеймс Чайлд, а вслед за ним и другие исследователи, отмечает
явные параллели этой истории со «Сказанием о Гамелине» Джефри Чосера. По сюжету Гамелин оказывается вне закона за убийство привратника брата и находит прибежище у предводителя лесных разбойников. Вероятно, баллада не существовала одновременно со «Сказанием…», а является талантливой переработкой этого сюжета.